# Bình Dương (phường)
Bình Dương là một phường thuộc thành phố Hồ Chí Minh, Việt Nam.
Phường Bình Dương được thành lập ngày 16 tháng 6 năm 2025 theo Nghị quyết số 1686/NQ-UBTVQH15  của Ủy ban Thường vụ Quốc hội  trên cơ sở sáp nhập  toàn bộ diện tích tự nhiên, quy mô dân số của các phường Phú Mỹ (thành phố Thủ Dầu Một), Hòa Phú, Phú Tân và Phú Chánh  của tỉnh Bình Dương. Phường này chính thức hoạt động từ ngày 01 tháng 7 năm 2025.

## Cơ sở hạ tầng
Đây là khu vực tập trung 7 khu công nghiệp và 2 sân golf:
- Khu công nghiệp: Khu công nghiệp Đại Đăng, Khu công nghiệp Sóng Thần 3 và Khu công nghiệp Kim Huy, Khu công nghiệp VSIP 2, Khu công nghiệp Đồng An 2, Khu công nghiệp Phú Tân và Khu công nghệ cao Mapletree Việt Nam.
- Sân golf: sân golf Harmonie, sân golf Phú Mỹ (Twin Doves Golf Clubs).
- Cụm công nghiệp Phú Chánh.